# Emirat de Sicília
L'Emirat de Sicília fou un estat musulmà a la Mediterrània, format per l'illa de Sicília dominada pels musulmans des de principis del segle ix fins a finals del segle xi.

## Precedents
El 652 ja hi havia hagut el primer atac musulmà a l'illa, al que van seguir altres sobretot després de la construcció de l'arsenal de Tunis el 698. El Valí d'Ifríqiya Ubayd-Al·lah ibn al-Habhab va enviar a l'illa a Habib ibn Abi-Ubayda que va assetjar Siracusa sense arribar a envair l'illa. A la segona meitat del segle viii els atacs es van aturar i no n'hi ha notícies; sembla que les defenses romanes d'Orient en aquest temps eren prou bones i els aglàbides, que van pujar al poder a Ifríqiya el 800, van fer també una sèrie de fortificacions per protegir les seves costes i després per equipar una flota. El primer emir aglàbida hauria signat una treva amb l'Imperi Romà d'Orient i el seu fill l'hauria renovat durant tot el primer quart del segle ix.

## Conquesta
Però la treva es va trencar; el tumarca romà d'Orient a Siracusa, Eufemi, es va revoltar i va demanar ajut a Abu-Muhàmmad Ziyàdat-Al·lah (I) ibn Ibrahim, l'emir aglàbida (817-838). Sota pressió del cadi de Kairuan, Asad ibn al-Furat, l'ajut fou concedit (tot i que hi havia molts enemics de la mesura). Els musulmans de l'Ifríqiya van desembarcar a Mazara el 18 de juny del 827, manats pel mateix Asad amb deu mil homes i cent vaixells; tot i mancat d'experiència militar i la seva avançada edat, va fer la seva tasca perfectament; al cap d'un mes, prop de Corleone, va derrotar el general romà d'Orient Balata i va travessar l'illa per atacar la capital Siracusa. El setge ja durava un any quan Asad va morir d'una epidèmia i els musulmans es van retirar cap a l'interior on van ocupar Mineo i Agrigent, i després d'assetjar sense èxit Karsaynnih (Enna) van retornar a Mazara. Atacats pels grecs van rebre oportuns reforços des d'Ifríqiya (830) i una tropa procedent de l'Àndalus, amb l'aventurer amazic Asbagh ibn Wakil, conegut com a Farghalus. Llavors van tenir prou forces com per assetjar Palerm que es va rendir el 12 de setembre del 831.

## Expansió de l'emirat dependent

Conquesta musulmana de Sicília

Els dos primers governadors, Abu Fihr Muhammad ibn Abdallah ibn al-Aghlab (832-835) i Abu l-Aghlab Ibrahim ibn Abdallah (835-851), prínceps aglàbides, foren homes de talent. El segon sobretot va tenir èxits notables: el 842 va assegurar la vall de Mazara és a dir la part occidental de l'illa i va iniciar la conquesta de la part oriental prenent Messina (843) i Modica, Lentini i Ragusa (entre 845 i 848); va saber fer un pacte amb Nàpols, i va confiar les expedicions militars a guerrers professionals, con al-Fadl ibn Djafar, conqueridor de Messina, i Abu l-Aghlab Abbas ibn Fadl ibn Yakub ibn Fezara, que el 845 va infringir una seriosa derrota als romans d'Orient al sud de l'illa a la batalla de Butera i va amenaçar Roma el 846; el 851 Abu l-Aghlab Abbas fou el nou governador de l'illa (851-861) al morir Abu l-Aghlab Ibrahim, i el 26 de gener de 859 va conquerir Karsyannih (Enna) que era la clau de les defenses romanes d'Orient. El va seguir Khafaja ibn Sufyan ibn Sawada ibn Sufyan ibn Salim (862-869) i a aquest el seu fill Muhammad ibn Khafaja (869-871) que van avançar cap a l'orient de l'illa tot i algun motí de les tropes en els quals van morir dos generals. Noto es va rendir el 864 i Troina el 865; Taormina, Catania i Siracusa van patir diversos atacs. Muhammad va morir en lluita el 871 i després de diversos successors, la majoria interins, Djafar ibn Muhammad ibn Khafaja al-Tamimi (875-878) va aconseguir per fi la conquesta de Siracusa el 21 de maig del 878 després de nou mesos de setge.
La situació caòtica dels musulmans, amb revoltes militars i lluites civils principalment a Palerm i Agrigent, no va ser obstacle per la conquesta de la Vall Demone a l'angle nord-est de l'illa, mentre Catania i Taormina eren altre cop atacades. La darrera va caure finalment l'1 d'agost del 902, a mans del mateix emir aglàbida Abu-Ishaq Ibrahim (II) ibn Àhmad (875 - 902) que després d'aquest èxit va abdicar en el seu fill Abu-l-Abbàs Abd-Al·lah (II) ibn Ibrahim (902 - 903).

## Emirat dependent
Llavors Sicília (Sikilliyya) era una simple província d'Ifríqiya, que el 909, quan els fatimites van liquidar a la dinastia aglàbida, va passar a mans dels conqueridors, però la propaganda xiïta a l'illa mai fou ben acollida. Els fatimites van donar suport als amazics (majoria a Agrigent) contra els àrabs sunnites; el governador fatimita Ibn Abi l-Khinzir fou cridat aviat a Kairuan (912), i el van seguir altres. La resistència la va encapçalar Ahmad ibm Kurhub (913 a 916) defensor de la legalitat sunnita i de la lleialtat al califat abbàssida de Bagdad; la repressió va deixar als enemics dels fatimites sense forces i va seguir un període de tranquil·litat sobretot mercès a la discreció del governador Salim ibn Asad ibn Rashid al-Kutami (917-937) que va millorar l'administració; però finalment van tornar els disturbis i fou substituït per un militar enèrgic de nom Abu l-Abbas Khalil ibn Ishaq ibn Werd (937-944) que va construir a Palerm la ciutadella d'al-Khalisa; finalment com que la situació no s'arranjava, el califa va nomenar governador a al-Hasan ibn Ali al-Kalbi (948-954) que fou el primer emir hereditari (Hasan I).

## Emirat independent
Després del 969 els fatimites van ocupar el poder a Egipte i es van desentendre de Sicília. El trencament fou més de facto que de iure. Sota el kàlbides l'emirat va conèixer la seva edat d'or. Ahmad I ibn Hasan al-Kalbi (954-969) i Ali ibn Hasan al-Kalbi (969-982) van liquidar la turbulència de la Sicília oriental reprimint el primer, el 962, la revolta de Taormina (rebatejada al-Muizziyya en honor del califa fatimita), reconquerint Rametta i assolant Messina després de la batalla naval de l'Estret; el segon va derrotar els cristians a Rosano a Calàbria i es vantà que l'emperador romà d'Orient havia demanat la seva aliança contra l'emperador Otó II, però va morir en combat a la batalla de Capo Colonna. Abu l-Futuh Yusuf ibn Abd Allah (986-998) va tenir un govern pacífic; la pau encara va seguir quan es va haver de retirar del govern a causa d'una paràlisi, però el seu fill i successor Djafar II ibn Yusuf (998-1019), molt aficionat als plaers, va descuidar el govern i va acabar esclatant una guerra civil; després d'això la decadència fou ràpida. Ahmad II ibn Yusuf al-Akhal (1019-1038) va haver de demanar ajut als romans d'Orient i va quedar sotmès als zírides, al seu torn vassalls dels fatimites. El darrer emir Hasan II ibn Yusuf al-Samsam (1040-1053) va viure un govern anàrquic en què la unitat es va enfonsar i es van crear una mena de regnes de taifa, dirigits pels diversos cadis locals.

## Regnes de taifes i conquesta normanda: Comtat de Sicília
La lluita entre els diversos caps locals va acabar centrada en l'enfrontament entre els dos principals: Ibn al-Thumna de Siracusa, i Ibn al-Hawwas de Karsyannih. El seu enfrontament va permetre la intervenció del normand Roger d'Hauteville que el febrer de 1061 va desembarcar a prop de Messina en ajut d'In Thumna. El 1071 Roger i el seu germà Robert Guiscard comte de la Pulla, van retornar i aquesta vegada van començar a ocupar territori on es va crear el comtat de Sicília. Palerm es va rendir el 1072 i d'allí es van estendre a altres llocs. Benavert va dirigir la resistència nacional dels àrabs sicilians durant un quart de segle però va morir en la batalla naval de Siracusa el 1086. La conquesta normanda es va completar el 1091 quan va capitular Noto.

## Sicília sota els normands: el regne de Sicília i el final de la comunitat musulmana
La lluita dels normands no es va acabar aquí i van seguir atacant als musulmans a la mar en un intent de control de la Mediterrània central. Sota Roger II (1111-1154) que el 1130 fou elevat a rei de Sicília, Calàbria i Pulla (exactament "les Pulles"), i disposant de flotes poderoses manades per almiralls notables com Jordi d'Antioquia i Cristodulos, van poder ocupar la costa de l'Ifríqiya (que anava entre Bona i Trípoli de Barbaria) entre 1135 i 1153. L'avanç dels almohades va posar fi a aquesta empresa però el darrer rei normand important, Guillem II el Bo, encara va atacar l'Egipte de Saladí el 1169 i el 1174.
Els àrabs de l'illa van servir als exèrcits normands, que n'apreciaven el valor i no volien que es convertissin al cristianisme. Alguns àrabs van obtenir diversos drets feudals i en general hi va haver molta tolerància. Així al segle xii la comunitat musulmana, tot i haver perdut el poder o la influència política, va conservar la seva vitalitat religiosa, econòmica i cultural. Hi va haver alguns atacs a musulmans el 1161, que no es van repetir fins després del 1189 quan, mort Guillem II, va pujar al tron el bastard de Roger II, Tancred d'Hauteville (conegut primer com a Tancred de Lecce i després com Tancred de Sicília). Implicats a les lluites entre Tancred i Enric VI Hohenstaufen, gendre de Roger II i que reclamava el tron, van acabar o humiliats o a les muntanyes dedicats al bandidatge.
A la pujada finalment al tron de Frederic I de Sicília (Frederic de Hohenstaufen, després Frederic II del Sacre Imperi Romanogermànic) el 1198 l'anarquia continuava, i el 1219-1222 va haver d'aplanar una revolta dels musulmans sicilians que s'havien fet forts a les ciutadelles de Jato i Entelle. La primavera del 1122 el rei informava el Papa que no podia enviar un exèrcit a Terra Santa perquè havia de combatre els sarraïns a la vall de Mazara i a Corleone; quan va retornar a Sicília es va trobar que la seva esposa havia mort i en no poder dirigir personalment l'exèrcit hi va enviar els seus capitans. En aquest episodi es va fer famosa (sobretot modernament) la història del personatge cap dels musulmans, anomenat a les fonts occidentals Mirabetto, i de la seva filla, que va incitar a la lluita; l'episodi va culminar finalment amb la seva mort en combat. Com que la resistència dels musulmans seguia a les muntanyes, l'emperador Frederic II del Sacre Imperi Romanogermànic i I de Sicília va ordenar la deportació en massa. La deportació no fou instantània i va durar uns decennis; molts foren deportats a les Pulles on va prosperar una colònia a Lucera fins que fou eliminada el 1300 pels angevins.
Menys de cent inscripcions àrabs resten avui dia a Sicília (82 s'havien descobert vers 1980), dispersades per Agrigent, Cefalù, Messina, Palerm, Siracusa, Termini Imerese i Trapani.